# CS Medgidia
CS Medgidia är en sportklubb från Medgidia i Rumänien. Klubben är aktiv inom ett stort antal sporter, bland annat fotboll, handboll, volleyboll, brottning, boxning, armbrytning, simning, schack och rugby.
 I fler av sporterna har klubben elitlag.